# Léčivý přípravek
Léčivým přípravkem se rozumí „látka nebo kombinace látek, kterou lze použít u lidí nebo podat lidem nebo použít u zvířat či podat zvířatům, a to za účelem obnovy, úpravy či ovlivnění jejich fyziologických funkcí prostřednictvím farmakologického, imunologického nebo metabolického účinku, za účelem stanovení lékařské diagnózy.“ Za léčivý přípravek se rovněž považuje „látka nebo kombinace látek prezentovaná s tím, že má léčebné nebo preventivní vlastnosti v případě onemocnění lidí nebo zvířat.“
V ČR je na trhu asi 6600 léčivých přípravků (září 2023).
Za léčiva se nepovažují potraviny a krmiva, kosmetické přípravky, přípravky na ochranu rostlin, laboratorní diagnostika, dezinfekční a dezinsekční přípravky (pokud nejsou určeny k ošetření lidského nebo zvířecího organismu, ale např. k čištění předmětů apod.). Uvedené výrobky nesmějí být označeny léčebnou indikací.

## Rozdělení léčivých přípravků
Léčivé přípravky se rozdělují na:
- hromadně vyráběné léčivé přípravky (HVLP), tedy vyráběné průmyslově ve velkých množstvích, pod zvláštním názvem a ve zvláštním obalu, a
- individuálně připravované léčivé přípravky (IPLP), tedy připravované v lékárnách na základě lékařského předpisu.

## Registrace
Ve většině zemí se smějí používat pouze hromadně vyráběné léčivé přípravky, které byly schváleny a zaregistrovány státní autoritou vykonávající dozor nad kvalitou a bezpečností léčiv. V Česku (ČR) je touto autoritou Státní ústav pro kontrolu léčiv (SÚKL) a Ústav pro státní kontrolu veterinárních biopreparátů a léčiv (ÚSKVBL). Ve výjimečných případech (např. mimořádný dovoz pro pacienta se vzácným onemocněním) může lékař předepsat i neregistrovaný přípravek.
Registrace je procedura, ke které musí výrobce doložit podrobnou dokumentaci vztahující se k přípravku (výroba, kontrola, klinické studie, indikace, dávkování, nežádoucí účinky, doba použitelnosti atd.). Na základě toho státní autorita vydá registrační rozhodnutí, v němž jsou přesně specifikovány podmínky použití v dané zemi.
Individuálně připravované léčivé přípravky v ČR registraci nepodléhají. Při jejich přípravě se však mohou používat pouze schválené suroviny.

## Status výdeje
Výdej většiny léčivých přípravků je ve vyspělých zemích zpravidla omezen na lékařský předpis. Určitou skupinu přípravků, tzv. volně prodejné přípravky (zkr. OTC, angl. over-the-counter), však mohou pacienti zakoupit i bez předpisu. Léčivé přípravky, jejich výdej je vázán na lékařský předpis, může vydávat pouze farmaceut (lékárník), volně prodejné může vydat i farmaceutický asistent.
„Léčivý přípravek se vydává pouze na lékařský předpis, pokud:
- může i při správném používání představovat přímé nebo nepřímé nebezpečí, je-li použit bez lékařského dohledu,
- je často a ve velmi širokém rozsahu používán nesprávně a v důsledku toho může představovat přímé nebo nepřímé nebezpečí pro zdraví lidí,
- obsahuje léčivou látku, jejíž účinnost a bezpečnost pro účely výdeje bez lékařského předpisu vyžaduje další hodnocení (nová léčiva – pozn.),
- je podáván parenterálně“ (tj. injekčně nebo v infúzích – pozn.),
- obsahuje omamnou nebo psychotropní látku nebo představuje riziko závislosti.

Od roku 2008 je nově zaveden status výdeje bez lékařského předpisu s omezením. Znamená to, že lékárník (nikoliv farmaceutický asistent) vydá přípravek bez lékařského předpisu s tím, že pacienta náležitým způsobem poučí o používání a vede o tom dokumentaci. Zatím však nejsou stanoveny bližší podmínky.
Kromě toho existují v ČR v rámci kategorie volně prodejných přípravků i tzv. vyhrazená léčiva, která se při splnění určitých podmínek smějí prodávat i mimo lékárny. 
O statusu výdeje hromadně vyráběné léčivé přípravky v ČR rozhoduje SÚKL a ÚSKVBL v rámci registračního řízení.

## Originální a generické přípravky
Výrobci léčivých přípravků se mohou zabývat vývojem nových účinných léčivých látek nebo vyrábět přípravky s již osvědčenými léčivy. Pokud výrobce financuje vývoj nového léčiva, přísluší mu patentová ochrana, která má zaručit návratnost vložených investic. Po uplynutí lhůty patentové ochrany pak může přípravky obsahující danou látku zaregistrovat a vyrábět kterýkoliv jiný výrobce. Tento proces obvykle sníží cenu a zvýší dostupnost daného léčiva. Léčivé přípravky se z tohoto hlediska rozdělují na:
- originální – původně vyvinuté;
- generické (generika) – jsou kopiemi originálních léčivých přípravků.

Přípravky obsahující stejné účinné látky se od sebe mohou lišit technologií výroby a použitými pomocnými látkami. Nemusí tedy být vždy plně ekvivalentní, u jednotlivých pacientů se například může lišit jejich snášenlivost.

## Názvy léčivých přípravků
Názvy léčivých přípravků jsou obchodními značkami, pod kterými jsou tyto přípravky prodávány. Volba názvu je věcí výrobce. Často jsou voleny fantazijní názvy, které mohou souviset např. s onemocněním, které léčí apod. U generických přípravků bývá často součástí názvu mezinárodní nechráněný název účinné látky ve spojení s názvem výrobce.
Názvy léčivých přípravků jsou vlastními jmény, proto se na rozdíl od názvů účinných a pomocných látek píši s velkým počátečním písmenem.